# Grupo BGI
El Grupo BGI, o simplemente BGI (anteriormente llamado en inglés Beijing Genomics Institute, en chino, 华大基因; pinyin, Huádà Jīyīn), es una empresa pública especializada en secuenciación genómica, ciencias ómicas y biotecnología, cuya sede se encuentra en Shenzhen, Guangdong, China.

## Historia
Fundado en septiembre de 1999 en Pekín por los investigadores Wang Jian, Yu Jun, Yang Huanming y Liu Siqi, el centro se creó como un instituto de investigación independiente del gobierno y representante de China dentro del Proyecto Genoma Humano. En su fundación el centro recibió el nombre, en inglés, de Beijing Genomics Institute (BGI)
En el año 2003, la Academia China de las Ciencias (CAS) creó un segundo centro denominado Beijing Institute of Genomics (BIG) en colaboración con el BGI y con Yang Huanming como director. Entre 2006 y 2007, ambas instituciones se dividieron, permaneciendo el BIG en Pekín, mientras que el Beijing Genomics Institute se trasladó a Shenzhen, su localización actual, cambiando su nombre a Grupo BGI.
Entre los proyectos en los que el BGI ha estado involucrado se encuentran: la primera secuenciación del genoma de la variedad indica del arroz (Oryza sativa ssp. indica) en 2002, colaborar en la secuenciación de los genomas de pollo (Gallus gallus) y del gusano de seda (Bombyx mori) en 2004, así como secuenciar el genoma del coronavirus del síndrome respiratorio agudo grave (SARS-CoV-1) en 2003, causante de la epidemia del 2002-2004.
BGI también ha lanzado un banco nacional de genomas como una organización sin fines de lucro, en colaboración con el gobierno de Shenzhen. Asimismo, han lanzado una revista de artículos con acceso abierto llamado GigaScience.
En 2011, la Comisión Nacional de Desarrollo y Reforma de China (NDRC), el Ministerio de Finanzas, el Ministerio de Industria y Tecnología de la Información y el Ministerio de Salud y Protección Social aprobaron la creación del centro China National GeneBank y le encargaron al BGI su construcción en una asociación público-privada.